# Ambidentaat ligand
In de coördinatiechemie heeft een ambidentaat ligand de eigenschap dat het op meerdere plaatsen kan binden. Een bekend voorbeeld is thiocyanaat (SCN−), dat zowel met het zwavel- als het stikstofatoom kan binden. Ambidentate liganden geven bijgevolg aanleiding tot verschillende isomeren: dit worden linkage-isomeren genoemd.
De naamgeving van coördinatieverbindingen met ambidentate liganden kan verschillen naargelang het donerende atoom: zo wordt NO2− het nitro-ligand genoemd als het bindt via de stikstof en nitrito-ligand als het bindt met de zuurstof.